# Томислав Киш
Томислав Киш (хорв. Tomislav Kiš, нар. 4 квітня 1994, Загреб) — хорватський футболіст, нападник угорського клубу «Мезйокйовешд».
Виступав, зокрема, за клуби «Хайдук» (Спліт) та «Серкль», а також молодіжну збірну Хорватії.
Володар Кубка Хорватії.

## Клубна кар'єра
Народився 4 квітня 1994 року в місті Загреб. Вихованець юнацьких команд футбольних клубів «Дубрава», «Динамо» (Загреб), «Сесвете» та «Хайдук» (Спліт).
У дорослому футболі дебютував 2012 року виступами за команду «Хайдук» (Спліт), у якій провів два сезони, взявши участь у 25 матчах чемпіонату. 
Згодом з 2014 по 2016 рік грав у складі команд «Дугопольє», «Гориця» (Велика Гориця), «Заврч», «Хайдук» (Спліт) та «Кортрейк».
Своєю грою за останню команду привернув увагу представників тренерського штабу клубу «Серкль», до складу якого приєднався 2016 року. Відіграв за команду з Брюгге наступний сезон своєї ігрової кар'єри. У складі «Серкля» був одним з головних бомбардирів команди, маючи середню результативність на рівні 0,42 гола за гру першості.
Протягом 2017—2021 років захищав кольори клубів «Шахтар» (Солігорськ), «Дугопольє», «Жальгіріс» та «Соннам Ільхва Чхонма».
До складу клубу «Мезйокйовешд» приєднався 2022 року. Станом на 22 вересня 2022 року відіграв за клуб з Мезйокйовешда 16 матчів в національному чемпіонаті.

## Виступи за збірні
У 2011 році дебютував у складі юнацької збірної Хорватії (U-17), загалом на юнацькому рівні взяв участь у 14 іграх, відзначившись 8 забитими голами.
Протягом 2013–2015 років залучався до складу молодіжної збірної Хорватії. На молодіжному рівні зіграв у 2 офіційних матчах.